# Hyperspeed
Hyperspeed ist ein Science-Fiction-RPG-Computerspiel, das von MicroProse in 1991 für DOS veröffentlicht wurde. Es ist der Nachfolger von Lightspeed und wurde von Andy Hollis designt, der auch für die Titel Gunship 2000 und F-15 Strike Eagle gelobt wurde. Das Spiel weist deutliche Parallelen zu der 1984 erschienenen Weltraumsimulation Elite von David Braben auf. Man sieht im unteren Bereich das Cockpit mit 3D-Kompass sowie anderen Instrumenten und darüber das Geschehen in Vektorgrafik. Aber im Gegensatz zu Elite ist viel mehr Interaktion mit anderen Spezies möglich.

## Handlung
Nachdem die Erde durch die Handlungen der Menschheit nahezu unbewohnbar geworden ist, überträgt die Regierung dem Spieler die Aufgabe, eine neue Heimatwelt für die Zivilisation der Menschen zu finden. Ausgestattet mit einem großen Raumschiff, das zahlreiche Waffen enthält, und einer automatischen Basis, die für Nachschub sorgt, begegnet der Spieler auf seiner Reise verschiedensten Spezies. Während einige von ihnen dem Spieler freundlich gegenüberstehen, ist man aber gezwungen feindliche Zivilisationen entweder auszulöschen, oder einen Friedensvertrag auszuhandeln, damit die Erdbevölkerung innerhalb der gegebenen Zeitspanne eine neue Heimat finden kann. Es existieren vier Sternhaufen, die man erforschen kann. Jeder davon hat seine eigenen Herausforderungen und seinen entsprechenden Schwierigkeitsgrad.

## Spielprinzip
Zu Beginn erhält man nach einem Briefing Zugriff auf sein Raumschiff, die Trailblazer und findet sich – aus Sicherheitsgründen und um sie vor Entdeckung zu bewahren – in einiger Entfernung zur Basis im leeren Raum wieder. In der Basis wird die Trailblazer aufgetankt und mit Disketten bestückt. Diese dienen als Tauschobjekte, um Handel treiben zu können, da es keine gemeinsame Währung gibt. Danach wählt man einen Kurs und startet den sogenannten Drehantrieb („Spindrive“). Während des hyperschnellen Flugs zwischen den Systemen begegnet man manchmal fremden Schiffen. Diese können von sich aus angreifen, man kann aber auch selbst den Kampf beginnen oder einfach weiter fliegen.
Hat man ein neues System erreicht, startet man im Allgemeinen zunächst eine Sonde. Ist das System unbewohnt (oder erobert) erscheint eine Übersicht über die vorhandenen Planeten und ihre Ressourcen. Diese kann man abbauen und in der Basis für die spätere Kolonisierung einlagern.
In den meisten Fällen wird das besuchte System aber bewohnt sein und mit dem Absenden der Sonde wird die Kommunikation mit der dort lebenden Spezies begonnen, falls sie einem freundlich oder neutral gegenüber stehen. Im Kommunikationsbildschirm sieht man jeweils den Repräsentanten des Planetensystems und kann oft anhand seinem Gesichtsausdruck, seiner Antwort, seinen Bewegungen, manchmal auch an seiner Farbe ablesen, ob er mit den Dialogoptionen einverstanden war, oder ob er sich dadurch beleidigt, respektive bedrängt fühlt. Durch geschickte Diplomatie kann man so an Informationen über den Gesprächspartner oder andere Spezies gelangen. Man erhält gelegentlich zu erfüllende Aufträge, oder auch Drohungen, falls man mit Spezies befreundet ist, die wiederum mit dem Gesprächspartner verfeindet sind. Der Handel ist oft möglich. Manchmal erst nach der Erfüllung eines Auftrages, oder nach Abschluss eines Friedensvertrags. Fast immer kann man aber auftanken. Im Handelsbildschirm tauscht man seine Disketten zum Beispiel gegen neue Komponenten oder Ersatzteile seines Raumschiffs ein. Auch planetare Ressourcen können gehandelt werden. Beispielsweise Metall gegen Wasser.
Im Kampf dann hat der Spieler mehrere Möglichkeiten sich gegen Angreifer zu wehren, oder wenn erforderlich, respektive gewünscht, auch selbst den Kampf eröffnen. Dazu steht ihm das besonders starke, aber nur nach vorn feuernde Hauptgeschütz zur Verfügung. Es lädt je nach Bewaffnung aber nur langsam nach. Für schnellere Angriffe existiert ein Geschützturm, um beispielsweise starke Energiesalven der Gegner abzuwehren. Raumstationen oder große Kreuzer besitzen meist Schildgeneratoren, die man zuvor zerstören muss. Hierfür ist die Trailblazer mit drei Chassis ausgestattet, über die der Spieler die Kontrolle übernehmen kann. Mit hoher Geschwindigkeit kann man per Fernsteuerung beispielsweise Schildgeneratoren auf der Rückseite eines Kreuzers zerstören. Chassis werden von der Basis automatisch wieder aufgefüllt.
Ein weiteres Spielelement ist die Ausrüstung im Maschinenraum. Wird das Raumschiff getroffen und die Energie nicht vom Schild absorbiert, werden mit hoher Wahrscheinlichkeit eine oder mehrere Komponenten der Ausrüstung beschädigt. So verlangsamt sich dann beispielsweise die Ladezeit des Hauptgeschützes, oder die Reichweite des Drehantriebs nimmt ab. Zerstört werden kann das Raumschiff allerdings nie. Hat der Spieler nicht genügend Ausrüstungsteile im Lager für eine Reparatur, muss gegebenenfalls die Fluchtkapsel benutzt werden. Der Spieler erhält dann eine neue Trailblazer in der Basis, verliert aber wertvolle Zeit, innerhalb der seine Mission erfüllt werden kann. Durch geschickten Handel kann der Spieler Ausrüstungsteile erwerben, die deutlich effektiver und mächtiger sind als solche, die man in der Basis erhält. Manchmal ist dies die einzige Möglichkeit überhaupt siegreich aus einem Kampf hervor zu gehen.
Es gibt die folgenden Sternhaufen, die es zu erkunden gilt:
- Hyades: Einstiegslevel
- Cerberus: Erfahrene Spieler müssen hier Allianzen bilden und ihrer Moral treu bleiben.
- Sasanid: Der Spieler kann sich einem großen despotisch geführten Imperium entweder anschließen oder es vernichten.
- Ragnarok: Es existiert eine Rasse, die einen großen Plan vor Augen hat, der das Universum retten oder zerstören kann.

## Veröffentlichungsgeschichte
Hyperspeed wurde zunächst von MicroProse im Jahr 1991 veröffentlicht. Es bot für die damalige Zeit eine bahnbrechende 3D-Grafik und konnte mit einer Auflösung von 320 × 200 bei 256 Farben gespielt werden, wenn dies die Hardware zuließ.
Das Spiel wurde dann von Tommo Inc. 2015 übernommen. Es ist nun Bestandteil von Retroism und über Steam spielbar.